# Stephen Giles
Stephen Cory Giles (conocido como Steve Giles; Saint Stephen, 4 de julio de 1972) es un deportista canadiense que compitió en piragüismo en la modalidad de aguas tranquilas. Su hermano Peter compitió en el mismo deporte.
Participó en cuatro Juegos Olímpicos, entre los años 1992 y 2004, obteniendo una medalla de bronce en Sídney 2000, en la prueba de C1 1000 m. En los Juegos Panamericanos de 1999 consiguió dos medallas.
Ganó tres medallas en el Campeonato Mundial de Piragüismo entre los años 1993 y 2002.

## Palmarés internacional
| Juegos Olímpicos     | Juegos Olímpicos       | Juegos Olímpicos  | Juegos Olímpicos |
| Año                  | Lugar                  | Medalla           | Competición      |
| -------------------- | ---------------------- | ----------------- | ---------------- |
| 2000                 | Sídney (Australia)     | Medalla de bronce | C1 1000 m        |
| Campeonato Mundial   |                        |                   |                  |
| Año                  | Lugar                  | Medalla           | Competición      |
| 1993                 | Copenhague (Dinamarca) | Medalla de bronce | C1 500 m         |
| 1998                 | Szeged (Hungría)       | Medalla de oro    | C1 1000 m        |
| 2002                 | Sevilla (España)       | Medalla de bronce | C1 1000 m        |
| Juegos Panamericanos |                        |                   |                  |
| Año                  | Lugar                  | Medalla           | Competición      |
| 1999                 | Winnipeg (Canadá)      | Medalla de oro    | C1 1000 m        |
| 1999                 | Winnipeg (Canadá)      | Medalla de plata  | C1 500 m         |